# Chrysometa saladito
Chrysometa saladito là một loài nhện trong họ Tetragnathidae.
Loài này thuộc chi Chrysometa. Chrysometa saladito được Herbert W. Levi miêu tả năm 1986.